# 水平對臥八缸引擎

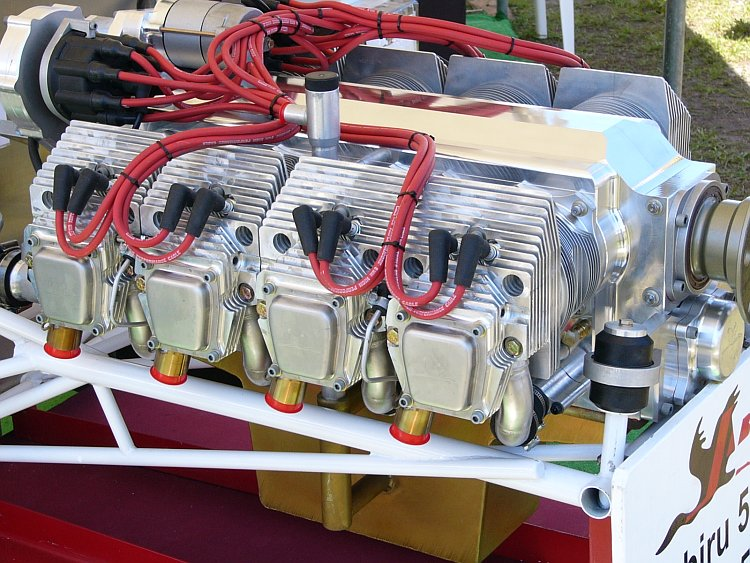
Jabiru 5100型氣冷式水平對臥八缸引擎

水平對臥八缸引擎是一種往復式發動機，由8個活塞分成左右各4個汽缸，以水平對臥的方式組成，而本條目專指活塞式內燃機。一般國外以「flat-eight」稱呼（包含V型180度引擎），略稱成F8；也有人稱作「boxer-8」，略稱成B8。

## 概要
此種形式的引擎為數不多，大部分使用在汽車上，也有一些小型飛機使用。最有名的莫過於1968年德國保時捷打造的保時捷908，採用2,997c.c.水平對臥八缸引擎，最大馬力350bhp / 8,400rpm；最終版本908/3的馬力則提升至370bhp。其他像1962年爭奪F1世界選手權的718/RS61，也搭載了1,981c.c.氣冷式水平對臥八缸引擎。
位於美國阿拉巴馬州的飛機引擎製造商大陸引擎公司（Continental Motors, Inc.）曾和同業萊康明引擎公司（Lycoming Engines）於1960年代共同開發出大陸/萊康明IO-720型飛機引擎，而且此型水平對臥八缸引擎迄今仍繼續銷售。另一個鮮明的例子是澳大利亞的賈比魯飛機公司（Jabiru Aircraft），該公司開發的5.1L Jabiru 5100型引擎也採用水平對臥八缸的構造。

## 內部連結
- 水平對臥引擎